# Axel Sasse
Axel Fredrik Nilsson Sasse, ursprungligen Nilsson, född 18 juni 1891 i Ekeby församling, Malmöhus län, död 8 januari 1985 i Malmö, var en svensk läkare.
Efter studentexamen i Helsingborg 1909 blev Sasse medicine kandidat vid Lunds universitet 1918 och medicine licentiat vid Karolinska Institutet i Stockholm 1926. Han var vikarierande amanuens och underläkare på olika sjukhus 1924–1931, provinsialläkare i Hemse distrikt 1931–1941, i Söderåkra distrikt 1941–1946 och i Kävlinge distrikt 1946–1955. Han var även järnvägsläkare i Kävlinge 1946–1955. Han var riddare av Nordstjärneorden.
Sasse var son till lantbrukaren Peter Nilsson och Carolina Andersson. Han gifte sig första gången 1921 med Doris Wirén (1893–1925), dotter till Henning Wirén och Augusta Lundberg, och andra gången 1928 med Ebba Brydolf (1900–1964), dotter till Knut Brydolf och Ester Ekström. Axel Sasse är begravd på Mörarps kyrkogård.